# 5200 Памал
5200 Памал (5200 Pamal) — астероїд головного поясу, відкритий 11 лютого 1983 року.
Тіссеранів параметр щодо Юпітера — 3,612.